# 타이항공 311편 추락 사고
타이 항공 311편 추락사고는 1992년 7월 31일, 방콕의 돈므앙 국제공항에서 카트만두의 트리부반 국제공항으로 가던 타이 항공 소속의 에어버스 A310-304가 추락한 사고이다.
당시 안개로 인해 시야가 불량했을 뿐만 아니라, 트리브후번 공항 관제탑에 레이더가 아직 장비되어 있지 않았고, 관제탑과 311편 조종사 사이의 의사 소통이 제대로 되지 않아 항로를 벗어나 카트만두 북쪽의 랑탕 국립공원(en) 내 해발 3500m의 산지에 충돌하여 추락했다. 이 사고로 인해 승무원 14명과 승객 99명, 도합 113명 전원이 사망하였다.

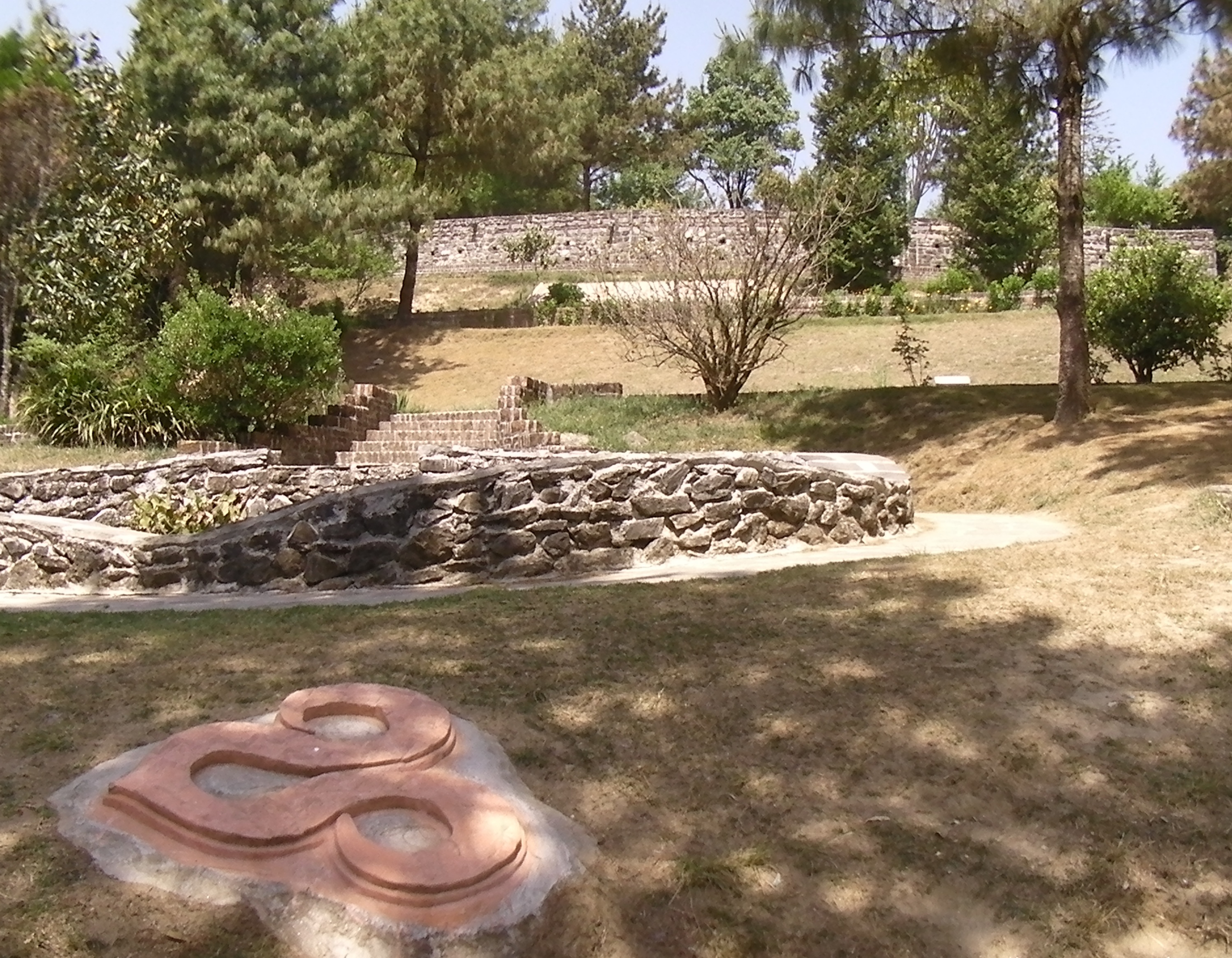
네팔 카카니에 있는 이 기념공원은 1992년 타이항공 311편 추락사고로 사망한 사람들을 기리기 위한 것이다.

## 사망자
| 국적           | 승객 | 승무원 | 총원 |
| -------------- | ---- | ------ | ---- |
| 태국           | 21   | 14     | 35   |
| 네팔           | 23   | 0      | 23   |
| 일본           | 17   | 0      | 17   |
| 미국           | 11   | 0      | 11   |
| 벨기에         | 5    | 0      | 5    |
| 핀란드         | 5    | 0      | 5    |
| 독일           | 4    | 0      | 4    |
| 스페인         | 3    | 0      | 3    |
| 대한민국       | 2    | 0      | 2    |
| 이스라엘       | 2    | 0      | 2    |
| 영국           | 2    | 0      | 2    |
| 캐나다         | 2    | 0      | 2    |
| 뉴질랜드       | 1    | 0      | 1    |
| 오스트레일리아 | 1    | 0      | 1    |
| 총원           | 99   | 14     | 113  |

## 항공기와 승무원
이 항공기의 첫 비행은 1987년 10월 2일이었으며, C-FGWD 등록 하에 캐나다 항공사 워데어와 함께 운항에 들어갔다. 워데어는 1989년에 캐나다 항공 인터내셔널에 인수되었고, 그들의 운영은 캐나다 항공의 배너에 따라 통합되고 통합되었다. 이 에어버스 A310는 1990년 1월 15일부터 캐나다 항공사와 정식으로 서비스를 시작했다.(동 그 직후 타이항공에 매각되었는데, 타이 항공은 1990년 5월 9일 배송을 받아 HS-TID로 다시 등록하게 되었다.
1992년 7월 31일 파괴 당시 이 항공기는 5년 미만의 상업적 운항을 해왔다. 99명의 승객을 돌보는 12명의 승무원과 함께 부니야예즈(52) 선장이 운영하는 것은 프리다 수트티마이 선장(41)과  Ph 제1경관이었다.

## 사고
311편은 현지 시간으로 10시 30분에 돈므앙 국제공항을 출발했다. 네팔 표준시 12시 55분에 카트만두에 도착할 예정이었다. 조종사들은 네팔 영공을 횡단한 후 항공 교통 관제소(관제탑)에 연락을 취했고, 20번 활주로에 대한 "시라 VOR 순환 접근법"이라고 불리는 남쪽으로부터 접근 허가를 받았다. 당시 네팔 항공 교통 관제에는 레이더가 장착되지 않았다.
카트만두 VOR에서 남쪽으로 10마일 떨어진 곳에 시에라 수정기구가 있다고 보고한 직후, 항공기는 "기술상의 문제" 때문에 인도 캘커타로 우회할 것을 요청하는 항공 교통 관제 센터에 전화를 걸었다. 항공 교통 관제사가 회신하기 전에, 비행기는 이전의 전송을 취소했다. 그 후 활주로 02에 대한 직진 시에라 접근으로 비행이 허가되었고 9,500피트(2,896m)를 떠나는 것을 보고하라고 명령했다. 선장은 공항의 바람과 시야를 여러 번 물었지만, ATC는 단지 02번 활주로가 가능하다고 그에게 말했다. 항공 교통 관제사와 311편의 고도와 공항과의 거리에 관한 조종사 사이에 많은 좌절감과 오해의 소통이 뒤따랐다. 기장은 네 번이나 좌회전 허가를 요청했지만, 그의 요청에 대한 확실한 답변을 받지 못한 후, 그는 우회전한다고 발표했고 항공기를 200단 비행기로 올라갔다. 관제사 취급 311편은 비행의 전송을 통해 항공기가 접근을 중지하고 남쪽으로 방향을 틀고 있다고 가정했고, 따라서 그는 공항 남쪽 지역에서 안전했을 고도인 11,500피트(3,505m)까지 항공기를 비웠다. 비행기는 11,500피트까지 하강하여 360도 회전을 거쳐 공항 북쪽을 통과했다.
충돌 몇 초 전 지상 근접경보 시스템이 작동했고, 승무원들에게 산과의 충돌이 임박했음을 알리는 경보를 울렸다. 부니야예즈는 수트티마이 기장에게 경고하고 항공기를 돌릴 것을 촉구했지만, ATC와의 통신으로 인한 그의 좌절 때문에 수트티마이는 GPWS가 단지 잘못된 보고를 하고 있다고 잘못 말했다. 이 항공기는 11,500피트 상공에서 랑탕 국립공원의 외딴 지역에서 가파른 암벽과 충돌하여 탑승자 113명 전원이 사망했다. 그 중 한국인 탑승자 2명도 사망하였다

## 수사
네팔 항공 당국인 에어버스 Indust리(Airbusbusrie)와 캐나다 교통안전위원회(Transportation Safety Board of Canada)의 조사관들은 항공기가 시에라 보고 고정에 도달한 직후 기내 후행 플랩의 작업에서 사소한 고장을 경험했다고 판단했다. 계기 조건에서 카트만두에 대한 복잡한 접근은 오작동하는 플랩으로 인해 어렵고 ATC와 그의 첫 번째 장교가 그의 질문에 대한 결론을 내지 못하고 약한 대답으로 좌절될 것을 우려하여, 선장은 캘커타로 방향을 돌리기로 결정했다. 플랩은 갑자기 제대로 작동하기 시작했지만, 선장은 첫 번째 장교가 주도권을 잡지 못해 스스로 어려운 접근의 더 많은 측면을 해결할 수밖에 없었다. ATC와의 수많은 극도로 좌절스러운 교류가 있은 후에야 선장은 공항을 위한 적절한 기상 정보를 얻을 수 있었지만, 그 무렵 그는 카트만두를 오버플로 했고 비행기는 히말라야 쪽으로 향하고 있었다.
네팔 당국은 사고 원인으로는 선장과 관제사의 상황 인식 상실, 언어와 기술적 문제로 인해 선장이 좌절하고 업무량이 많은 것을 발견했다. 선장의 질문에 대한 진취성 부족과 결론 없는 답변; 항공 교통은 통제되었다.Lller의 경험 부족, 영어에 대한 서투른 이해, 그리고 지형 분리와 같은 조종 문제들에 대한 간섭을 꺼리는 것; 경험이 없는 항공 교통 관제사에 대한 부실한 감독; 타이항공은 복잡한 카트만두 접근방식에 대한 시뮬레이터 교육을 조종사에게 제공하지 않았으며, 항공기의 비행 관리 시스템을 부적절하게 사용하지 않았다.
에어버스 조사팀의 영국인 중 한 명이 고도에서 일하던 중 저산소증을 앓다가 사망했다. 이는 메이데이(에어 크래시 조사) 에피소드 '잃어버린 비행기'에 보도되고 있다.

## 여파
타이항공은 카트만두에서 방콕으로 가는 아웃바운드 비행에 사용되었던 상대편 312편과 함께 사고 후 311편 항공편을 회수했다. 이것들은 각각 319편과 320편으로 대체되었다. 이러한 재설계된 항공편들은 항공사가 이 유형을 폐기하고 2001년에 보잉 777 항공기로 대체하기 전까지 계속해서 에어버스 A310 항공기에 의해 운영되었다. 이 항공기의 잔해는 여전히 고프테에서 타레파티 고개까지의 트레킹에 있는 랑탕 국립공원에서 볼 수 있다.

## 방송용 각색
타이항공 311편 추락은 5월 17일 시즌 10회(에어 크래시 조사)에 실렸다. 이 에피소드의 제목은 "잃어버린 비행기"이다.

## 같이 보기
- PIA 268편 추락 사고